# Bretui
Bretui és un poble del terme municipal de Baix Pallars, a la comarca del Pallars Sobirà. Pertanyia a l'antic terme, suprimit el 1969, de Montcortès de Pallars. El 2013 tenia 17 habitants.
Està situat a ponent del Pla de Corts, al sector occidental del municipi, molt a prop del seu antic cap de municipi, Montcortès.
Bretui compta amb dues esglésies, la que fou parroquial, Sant Esteve de Bretui, i la de Sant Antoni de Pàdua i, a més, la capella-oratori de Cal Peret, dedicada a Sant Josep.

## Etimologia
Segons Joan Coromines, Bretui pertany al nombrós grup de topònims preromans, iberobascs, de les comarques pallareses i pirinenques en general. En aquest s'explica per la suma de dues arrels: buru (cap, extrem) i toi (adjectiu relacionat amb 
abundància).

## Història

### Edat moderna
En el fogatge del 1553, Bretui, juntament amb Cabestany, Balestui, Montcortès i Puigcerver, declara 27 focs laics i 1 d'eclesiàstic.

### Edat contemporània
Pascual Madoz dedica un breu article del seu Diccionario geográfico... a Bretui (Bretuy).
S'hi pot llegir que el poble està situat en el pendent d'un pla que mira cap al sud, on és combatut per tots els vents, sobretot els del nord. El clima hi és fred, i la malaltia que hi predomina són les inflamacions. Tenia en aquell moment 9 cases i l'església, dedicada a Sant Esteve, és sufragània de la de Montcortès. Descriu el territori de Bretui com a pedregós i muntanyós, de mala qualitat.
S'hi collia blat, ordi, patates, algunes fruites i llegums, raïm i olives, a més de tota mena de pastures. S'hi criaven ovelles, vaques i mules. Hi havia caça de llebres, conills i perdius. La població era de 7 
veïns (caps de casa) i 39 ànimes (habitants).

## Demografia
| 1970 | 1981 | 2000 | 2002 | 2004 | 2006 | 2008 | 2010 | 2011 | 2013 |
| ---- | ---- | ---- | ---- | ---- | ---- | ---- | ---- | ---- | ---- |
| 39   | 38   | 28   | 22   | 19   | 17   | 18   | 17   | 16   | 17   |

Les dades del 1553 són 28 focs, és a dir, llars. Cal comptar a l'entorn de 5 persones per foc.
Les cases del poble
| - Casa Alonso - Casa Andreva - Casa Casó - Casa Coll - Casa Felipó - Casa Gasset - Casa Juliana | - Casa Magí - Casa Montaner - Casa Morera - Casa Peret - La Rectoria - Casa Rei | - Casa Ribera - Casa Rivert - Casa Roulotte - Casa Savina - Casa Tat - Casa Toni |